# MG HS
MG HS — компактний позашляховик-кросовер, що випускається китайським виробником автомобілів SAIC Motor під британською маркою MG. Автомобіль був випущений у 2018 році, замінивши MG GS. У Китаї це найбільший позашляховик-кросовер бренду, який стоїть вище за ZS і One.

## Перше покоління (AS23; 2018)

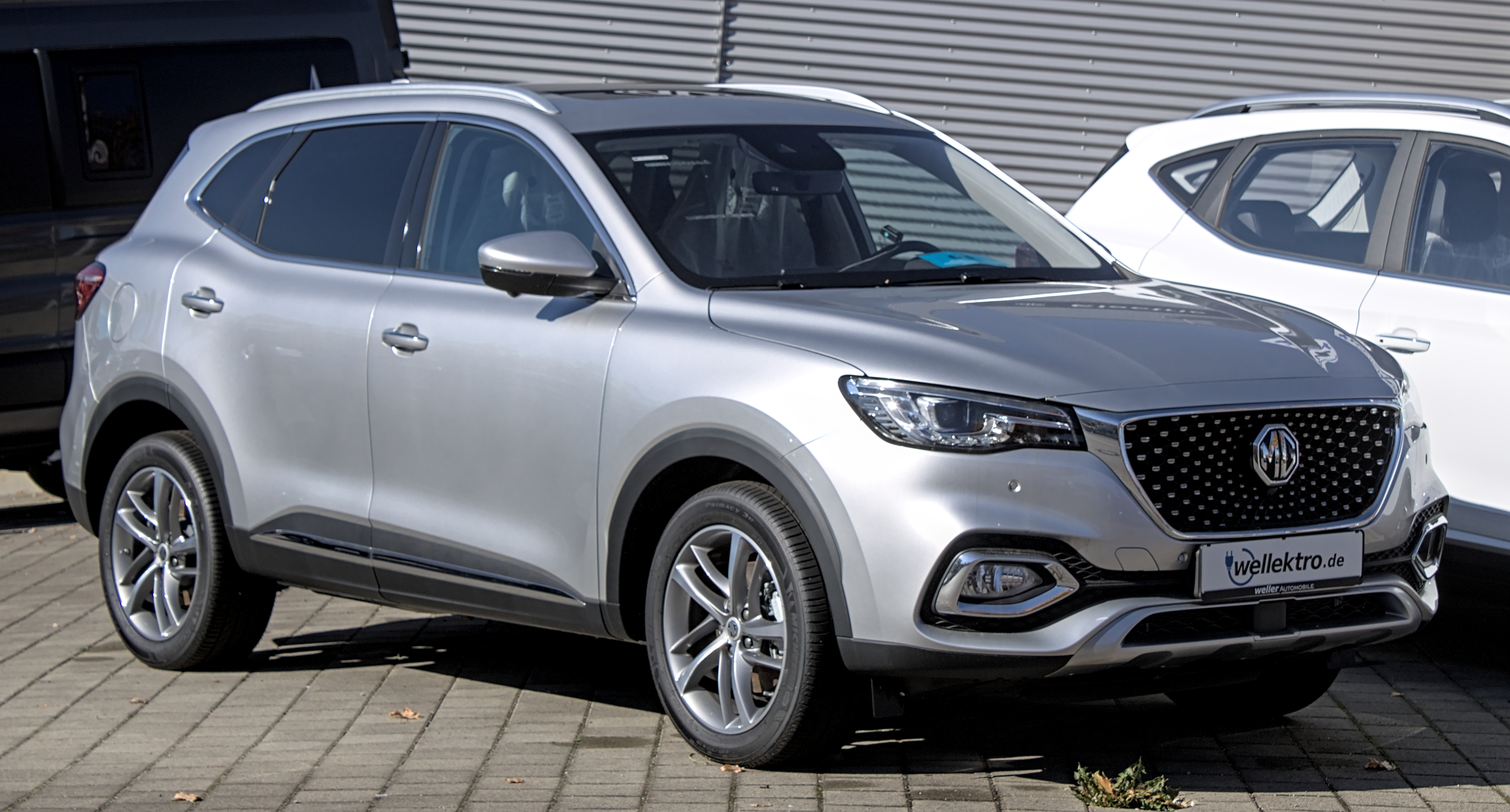
MG HS PHEV

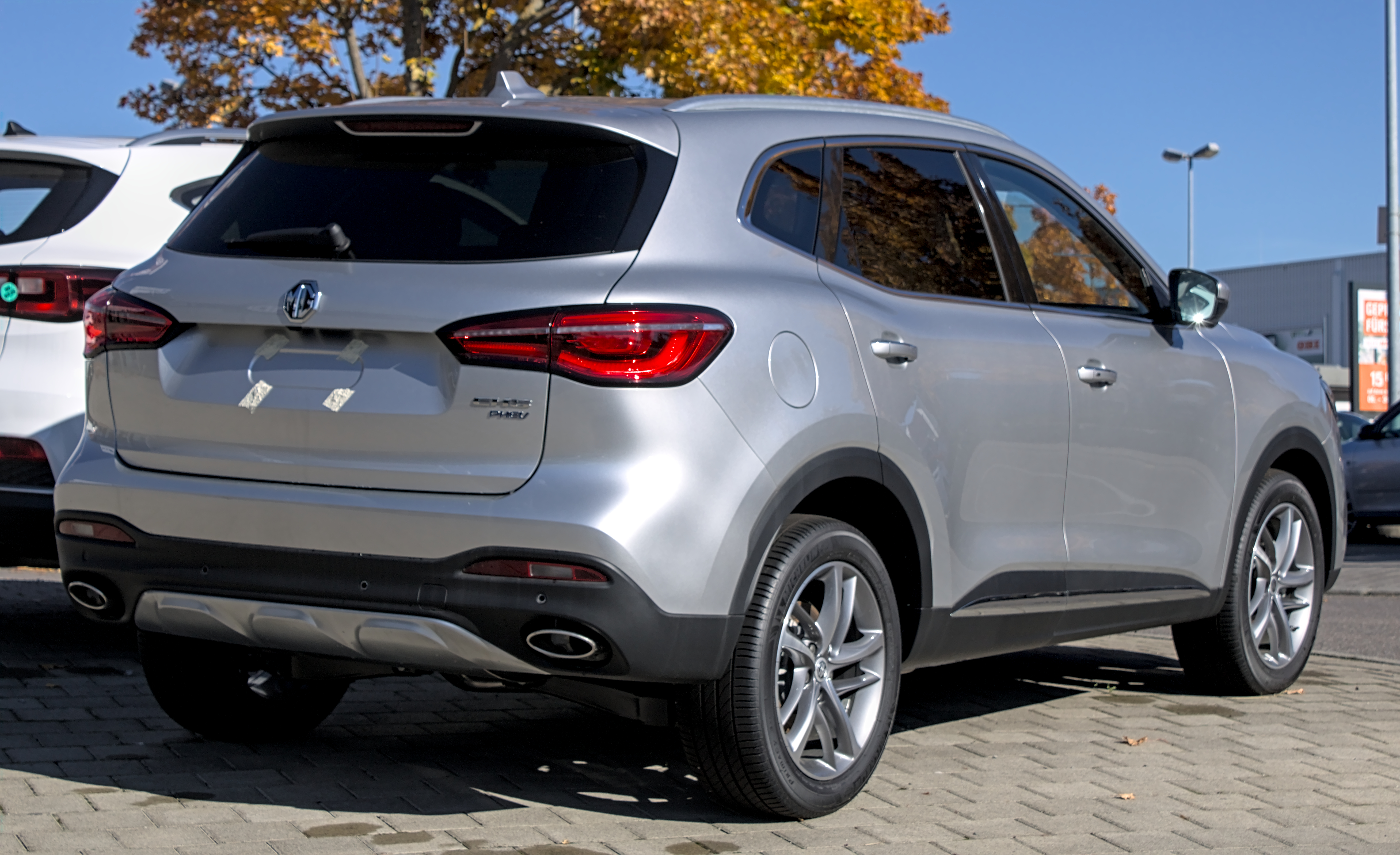
MG HS PHEV

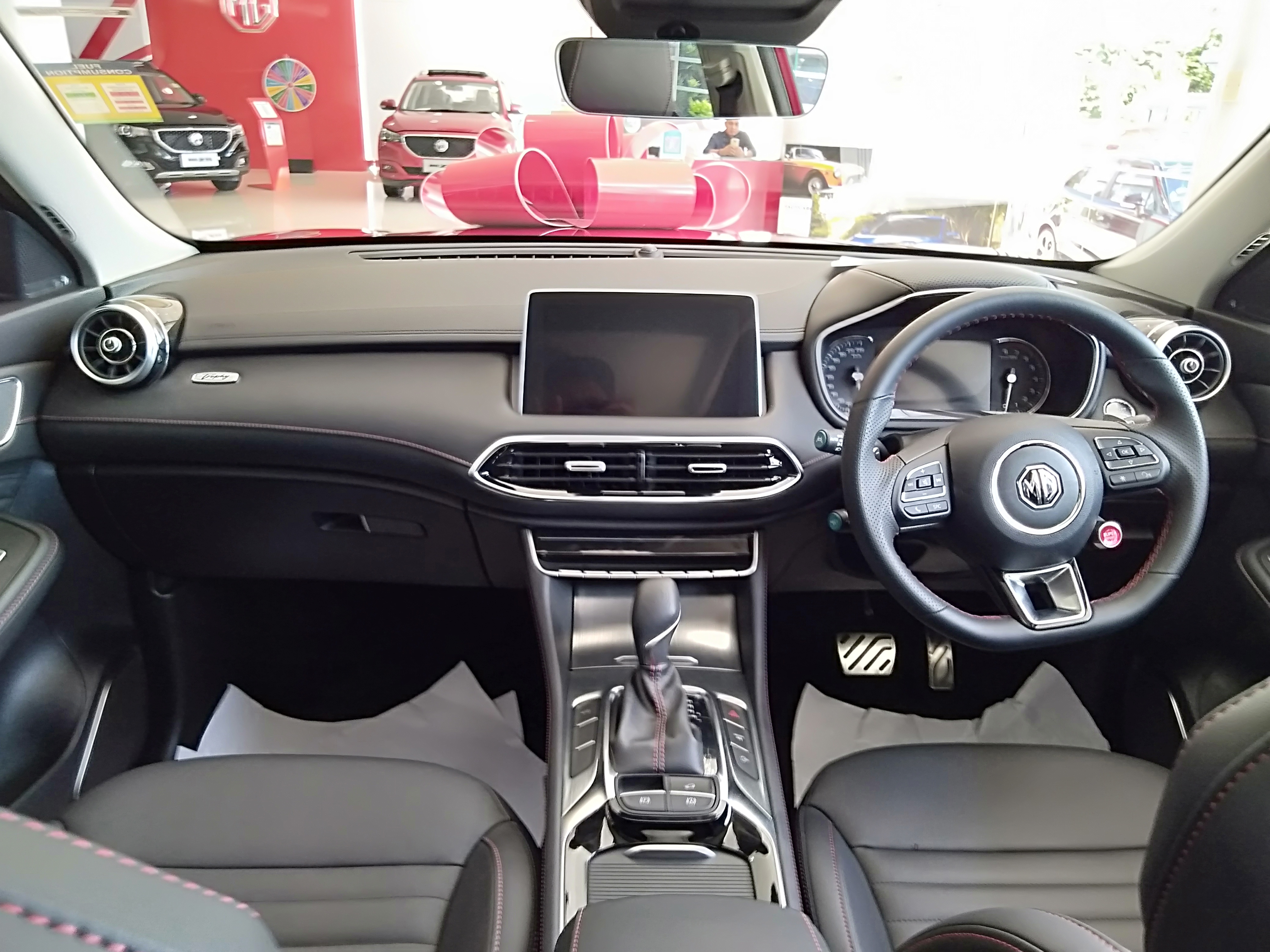
салон

HS є серійною моделлю концептуального MG X-Motion. Він дебютував на Пекінському автосалоні 2018 року. Автомобіль побудований на платформі SSA (підвіска McPherson спереду та багатоважільна конструкція ззаду). Варіанти двигунів MG HS включають чотирирядний 1,5-літровий бензиновий двигун з турбонаддувом потужністю 169 к.с. і чотирирядний 2,0-літровий бензиновий двигун з турбонаддувом потужністю 231 к.с.

### Міжнародні ринки
У Таїланді HS був представлений 25 вересня 2019 року. HS пропонувався з 1,5-літровим двигуном FFV, переднім приводом, 7-ступінчастою коробкою передач з подвійним зчепленням (DCT) і трьома комплектаціями: 1,5 °C, 1,5 D і 1,5 X Люк.
В Індонезії HS надійшов у продаж 13 серпня 2020 року з доступними варіантами: Excite та Ignite. Індонезійський HS імпортується з Таїланду і пропонується лише з 1,5-літровим турбованим бензиновим двигуном і 7-ступінчастою DCT у кожній із варіантів моделей. 2 червня 2021 року було запущено варіант i-SMART Magnify.
HS був представлений в Австралії в лютому 2020 року. Постачається з Китаю, він пропонується в кількох комплектаціях. 1,5-літрова чотирициліндрова бензинова версія з переднім приводом і турбонаддувом оснащена семиступінчастою коробкою передач з подвійним зчепленням і пропонується у варіантах Core, Vibe, Excite і Essence. 2,0-літровий чотирициліндровий бензиновий повний привод із турбонаддувом і шестиступінчастою коробкою передач із подвійним зчепленням пропонується у варіантах Excite X і Essence X.
HS був представлений разом із ZS і 5 у Мексиці 21 жовтня 2020 року, ознаменувавши повернення марки MG на мексиканський ринок після 15 років. HS пропонується в комплектаціях Excite і Trophy.
MG HS Trophy почав виготовлятись в Пакистані в жовтні 2020 року.
MG HS почав виготовлятись на Філіппінах 17 березня 2022 року.
MG HS почав виготовлятись на Тайвані 28 липня 2022 року.

### Двигуни
Бензинові:
- 1.5 L SGE LFV turbo I4 169 к.с.
- 1.5 L SGE LYX TGI FFV turbo I4 (Таїланд)
- 2.0 L MGE 20L4E turbo I4 231 к.с.

Plug-in hybrid:
- 1.5 L SGE NetBlue + SAIC EDU turbo I4

## Друге покоління (2024)

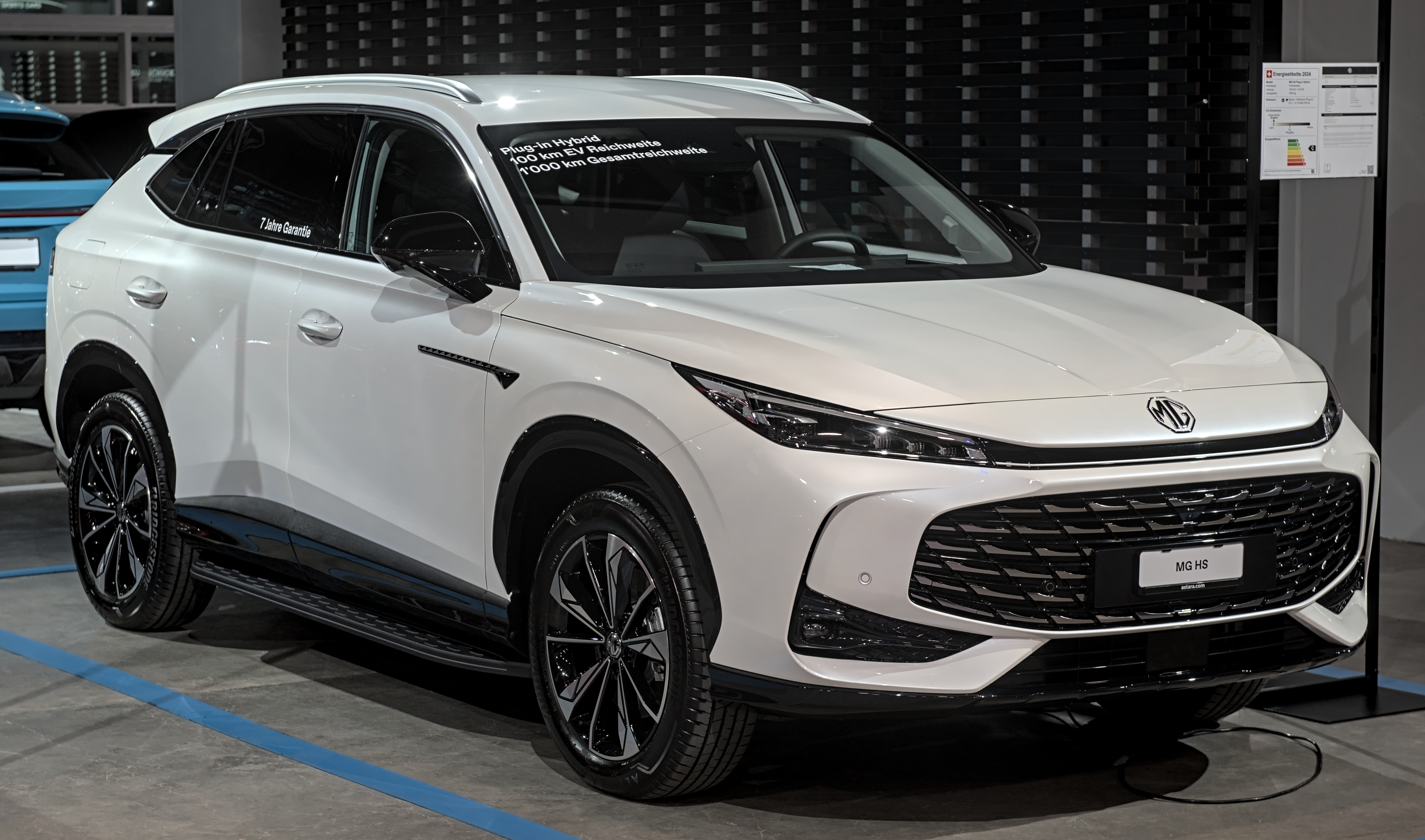
MG HS PHEV

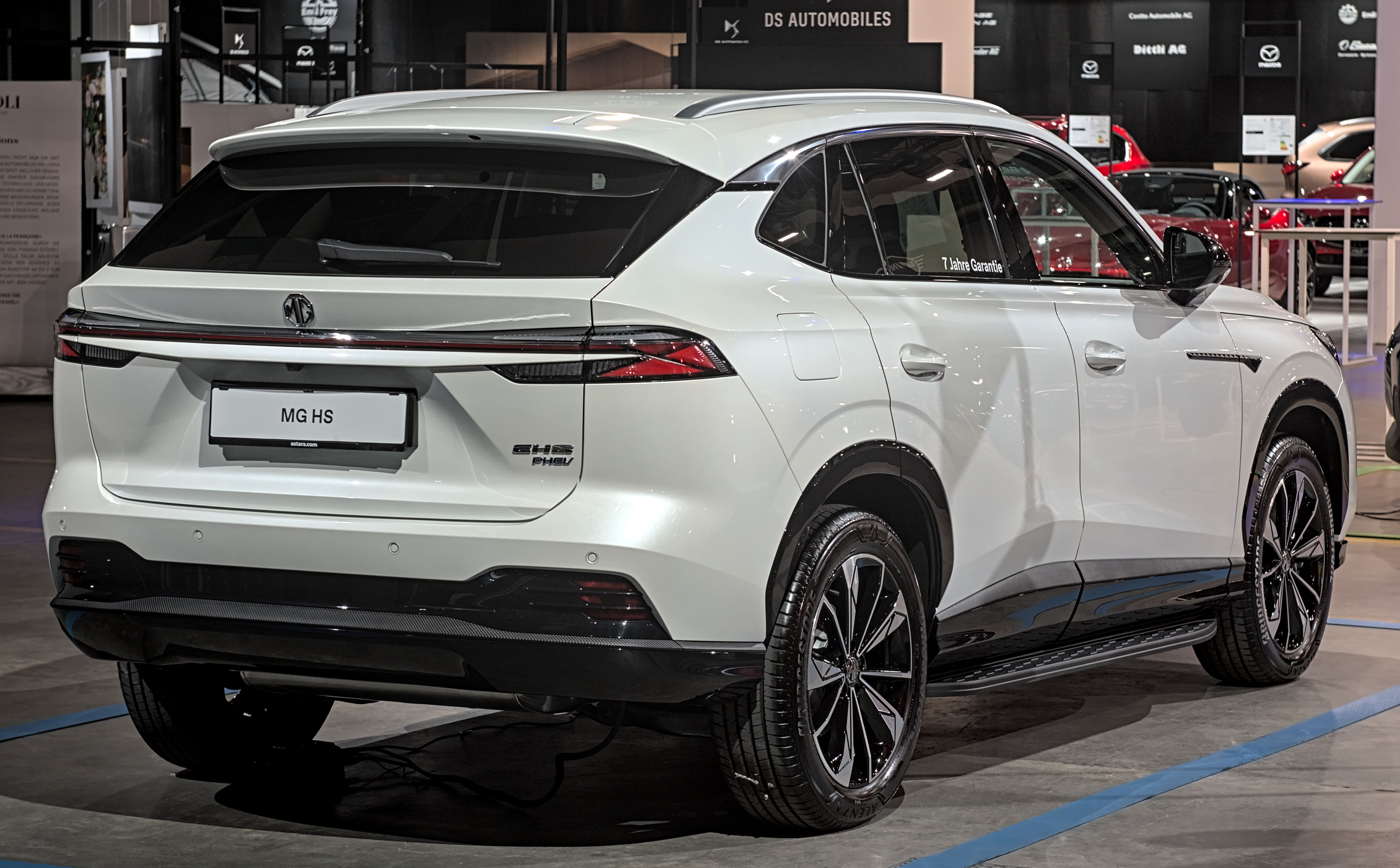

Друге покоління HS було представлено 11 липня 2024 року на Фестивалі швидкості в Гудвуді. Друге покоління MG HS базується на третьому поколінні Roewe RX5, причому спочатку були запущені бензинові та PHEV версії, а в 2025 році з’явився гібридний варіант. Орієнтовний запас ходу на PHEV на електричному режимі - 113 км.
У Великобританії HS доступний у чотирьох комплектаціях: SE, Trophy, SE PHEV і Trophy PHEV

## Продажі
| рік  | Китай  | Європа | Таїланд | Мексика |
| ---- | ------ | ------ | ------- | ------- |
| 2018 | 12,810 |        |         |         |
| 2019 | 43,169 |        | 2,003   |         |
| 2020 | 49,628 | 2,893  | 6,008   | 137     |
| 2021 |        | 16,460 |         | 1,941   |